# Теорія вхідних наркотиків
Теорія вхідних наркотиків (англ. Gateway drug theory) — загальне поняття медичної теорії про те, що вживання психоактивних речовин може бути пов'язним із більшою ймовірністю вживання інших наркотиків. Можливими причинами є біологічні зміни в мозку через попередній наркотик і схоже ставлення споживачів до інших наркотиків (загальне звикання до залежності). Наукове дослідження можливих причин вважається важливим для політики з охорони здоров'я щодо освіти та розробки законів.

## Наслідок першого вживання

### Основна концепція
Концепція «вхідного наркотику» ґрунтується на спостереженні, що перше вживання іншого наркотику не є випадковим, а піддається закономірності. На основі розроблених технік стратегії порівнянь піддослідних такі закономірності можна точно описати з точки зору статистичної ймовірності. У тлумаченні отриманих закономірностей важливо оцінити різницю між причиною та наслідком — обидва можуть (але не зобов'язані) бути пов'язані. Питання в тому, що з них є предметом подальшого дослідження, вирішується, наприклад, за допомогою фізіологічних експериментів.

### Приклади закономірностей
Для вибірки з 6624 людей, які не вживали незаконних наркотиків до марихуани, загальна ймовірність пізнішого вживання таких оцінюється в 44,7 %. Аналіз підгруп показує, що такі особисті та соціальні фактори, як стать, вік, сімейний стан, психічні розлади, сімейна історія зловживання психоактивними речовинами, межування з каналами розповсюдження наркотиків, залежність від алкоголю, нікотину, етнічне походження, місце проживання та рівень освіти значно впливають на цю ймовірність.
Дослідження вживання наркотиків 14577-ма 12-класниками в США показало, що вживання алкоголю пов'язане з більшою імовірністю вживання тютюну, марихуани й інших незаконних наркотиків. Підлітки, які курили цигарки до настання 15 років, у 80 разів схильніші до вживання незаконних наркотиків.
Масштабні дослідження у Великій Британії та Новій Зеландії 2015‑го та 2017‑го років виявили зв'язок між вживанням марихуани та більшою імовірністю пізніших проблем із вживанням інших наркотиків.